# Trineo de Viento

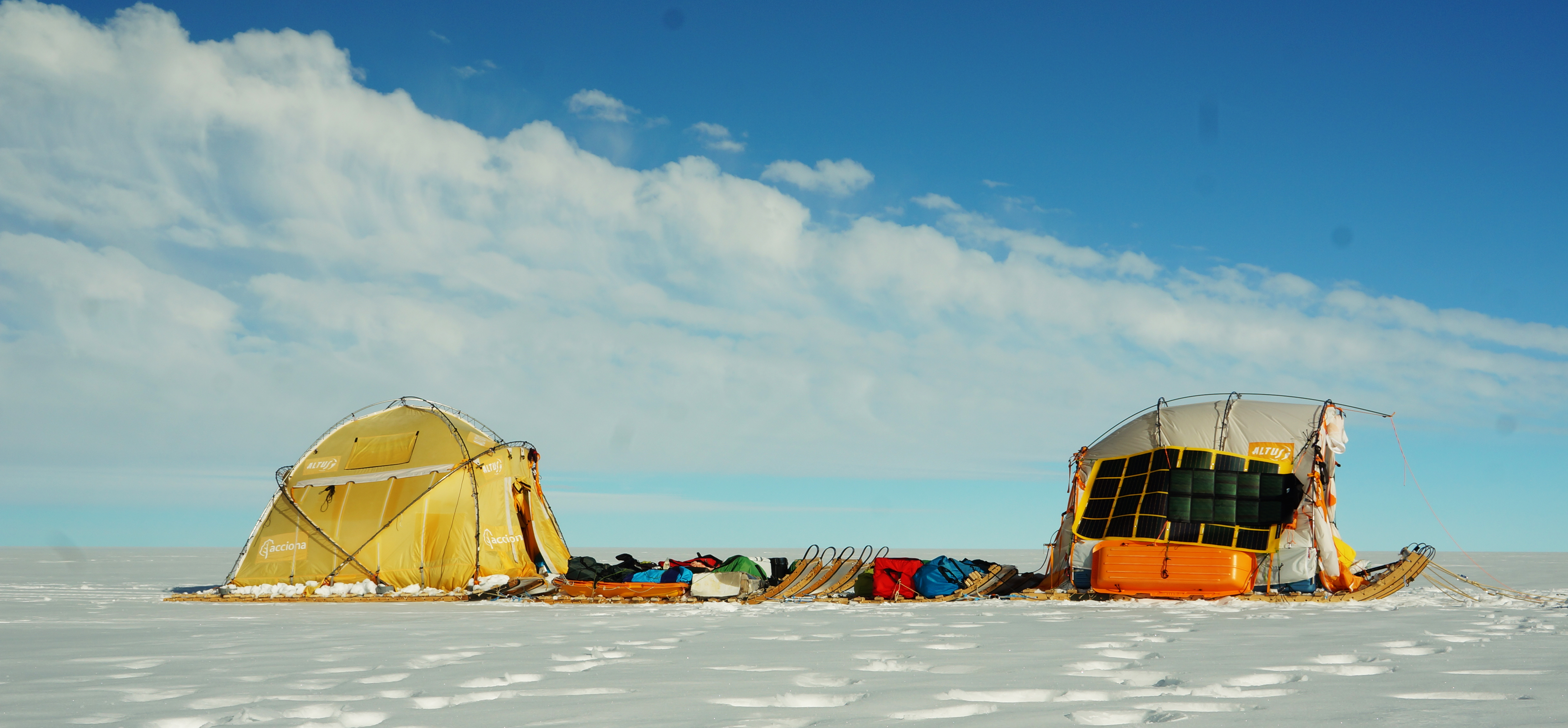
Trineo de Viento, en la expedición a Groenlandia de 2016.

El Trineo de Viento es un proyecto que tiene como eje central un vehículo eólico, único en el mundo, para moverse y transportar equipamiento por tierras polares. Las expediciones con este medio han sido promovidas por el explorador polar español Ramón Hernando de Larramendi. El trineo de viento fue construido y mejorado por un equipo técnico en el que se encuentran Javier de la Puente, Juan Lupión, José Luis Romero y los hermanos Pedro y Esteban González.
El trineo aprovecha los fuertes vientos polares. Su estructura básica se compone de varias plataformas de madera con travesaños y rieles, como los trineos clásicos inuit, pero con cometas de diferentes tamaños y tiendas de campaña diseñadas como espacio de habitabilidad y trabajo. Puede transportar 2500 kg.
Hasta 2019 ha realizado 10 expediciones y ha recorrido con éxito más de 20.000 km, movido únicamente por el viento
En 2005 realizó la primera expedición a la Antártida en un vehículo no contaminante, llegando al polo sur de inaccesibilidad. En 2012 fue con la primera expedición al polo sur geográfico en un vehículo eólico. En 2014 realizó con esta trineo un recorrido por el interior de Groenlandia sin vehículos motorizados ni asistencia. En 2016 se alcanzó la máxima altitud en el interior de Groenlandia, el Summit Camp, a una altitud de 3.205 metros. En 2017 realizaron con el trineo de viento una expedición internacional al Río de Hielo de Groenlandia. Entre 2018 y 2019 realizaron con él una expedición por el interior de la Antártida, ascendiendo al Domo Fuji, de 3810 metros de altura.

## Configuración
El trineo de viento está compuesto por cuatro módulos articulados, cada uno de ellos realizado con rieles y travesaños de madera y con unas dimensiones entre 3 y 4,5 m de largo y 3,7 / 4 m de ancho. Es la denominada ‘plataforma Larramendi’, el nombre de su inventor. Estos raíles y travesaños van unidos por unos 2.000 nudos con cuerdas de alta resistencia, lo que le otorga flexibilidad para adaptarse a las irregularidades del terreno. En la parte inferior, lleva unas plataformas de teflón para facilitar el deslizamiento. 
El primero de los módulos lleva encima una tienda de pilotaje: es donde se sitúan los mandos de las cometas, pero además cuenta con un espacio de trabajo. A continuación, van enganchados dos módulos para la carga, y es ahí donde va todo el equipamiento. El último módulo lleva otra tienda de campaña de mayor tamaño destinada al descanso de la tripulación. Gracias a esta configuración, puede dividirse en dos vehículos cuando las condiciones del terreno lo precisan. 
El trineo de viento funciona con cometas de diferentes tamaños, las más grandes de 80 m², según las condiciones del viento. En condiciones normales, su velocidad media perfecta es de unos 40 km/h, si bien ha llegado a superar los 80 km/h en algunos momentos. 
Va equipado con placas fotovoltaicas para el suministro eléctrico de los equipos científicos y de comunicaciones que lleva a bordo.
No sólo no contamina, sino que todas las piezas que lo componen pueden ser reparadas sin necesidad de asistencia externa, lo que aumenta su eficiencia.

## Historia y evolución
El trineo de viento es un diseño del explorador Ramón H. de Larramendi, quien tras recorrer más de 14.000 km por el Ártico, en la Expedición Circumpolar, entre 1990 y 1993, aprendió la construcción y manejo de los trineos inuits y  observó que la fuerza de los vientos en los territorios polares. Fue el germen del proyecto.
A comienzos del 2000, Larramendi diseñó los primeros modelos del vehículo y tras realizar varias pruebas con fibra de vidrio y madera, comprobó que esta última, siguiendo la tradición inuit, era mucho más eficaz que materiales más modernos. Ese mismo año, realizó una primera travesía en Groenlandia de 600 km con un incipiente diseño que constaba de un solo módulo con una tienda de campaña encima. Pese a las dificultades, fue un éxito. 
Desde entonces el vehículo, que se ha llamado “mariposa polar”, “catamarán polar” y finalmente trineo de viento, ha realizado un total de seis expediciones en Groenlandia y dos en la Antártida, con un recorrido total de 20.000 km, y todas ellas terminadas con éxito. Las primeras travesías en Groenlandia, en los años 2000, 2001, 2002 y 2003, fueron afianzando las posibilidades de la plataforma  móvil sobre el terreno polar. La del año 2001 conseguiría el Premio ‘Viaje del Año’ de 2001 de la Sociedad Geográfica Española.
Fue a partir de la Expedición Transantártica 2005-2006, cuando el expedicionario decidió destinar su vehículo a la exploración científica polar, una vez probadas sus posibilidades para navegar transportando una carga pesada. Además de servir para la exploración geográfica, podían recogerse datos científicos en las travesías. Con tal fin, en 2012, después de la Expedición Acciona Windpowered Antártica con un prototipo de dos módulos, fue presentado a la comunidad científica polar española en la Universidad Autónoma de Madrid. Asimismo , se presentó a la comunidad científica en Gran Bretaña.
En las expediciones en Groenlandia de los años 2014 y 2016, el promotor del Trineo de Viento desarrolló nuevas posibilidades técnicas en dos expediciones al Ártico, aumentando sus dimensiones. En 2014, el vehículo hizo la Circunnavegación de Groenlandia por el hielo, una ruta de 4.300 km con un prototipo de tres módulos en el que viajaron cuatro personas. En 2016, en la expedición Cumbre de Hielo Groenlandia 2016, se convirtió en un convoy de cuatro módulos, con un total de 12 m de longitud y con un máximo de seis personas a bordo en un recorrido en el que tuvo que superar 2.000 m de desnivel con dos toneladas de peso. Recorrieron 2.000 km y fue la confirmación de que, aún en condiciones extremas, el Trineo de Viento era un medio de transporte sostenible y eficiente. La última expedición, Río de Hielo Groenlandia 2017, tuvo lugar en primavera de ese año, con cinco tripulantes a bordo. Se recorrieron 1.200 km en 28 días y se desarrollaron diferentes proyectos científicos, relacionados con el cambio climático, en colaboración con la base científica internacional EastGRIP, el proyecto Dark Snow y otras instituciones científicas españolas.

## Investigaciones científicas
Paralelamente a estas mejoras externas, ha aumentado el interés de científicos polares, entre los que destacan el glaciólogo estadounidense Jason Box, del Servicio Geológico de Dinamarca, y los españoles Antonio Quesada (Universidad Autónoma de Madrid y gestor del Programa Polar español), Ignacio López Moreno, del Instituto Pirenaico de Ecología ( CSIC) y Juan José Blanco, de la Universidad de Alcalá de Henares. Con este vehículo se han realizado perforaciones en el interior de Groenlandia de hasta 15 m, recogido datos sobre el estado de la nieve, muestras del aire y datos sobre rayos cósmicos.   
En 2016, fueron publicados los primeros resultados científicos de muestras tomadas en la expedición Acciona Windpowered Antártica. Una investigación, publicada en noviembre en la revista científica ‘Atmosferic Environment’, reveló la existencia de contaminantes orgánicos persistentes (POP), procedentes de pesticidas, en el interior de la Antártida. Los investigadores principales fueron Jordi Dachs y Ana Cabrerizo, del Instituto de Diagnóstico Ambiental y Estudios del Agua (IDAEA-CSIC).  
En 2017, el investigador polar Ross Edwards, del proyecto internacional 'Dark Snow', formó parte de la tripulación de la expedición a Groenlandia, para recabar datos para este proyecto.
El 12 de diciembre de 2018 y febrero de 2019 el trineo de viento realizó la expedición Antártida Inexplorada. Allí recabaron datos para una decena de proyectos que van desde ejercicios de geolocalización del sistema Galileo de la Agencia Europea del Espacio (ESA), hasta pruebas con sensores creados para una misión de la NASA a Marte en 2020. En ella participaron Ramón Larramendi, Ignacio Oficialdegui, Hilo Moreno y Manuel Olivera. Es la primera vez que se realiza una expedición por la Antártida sin contaminar. La expedición recorrió 2.538 kilómetros durante 52 días. Durante la expedición subieron con el trineo de viento a lo alto de la meseta Domo Fuji, de 3810 metros de altura, el segundo punto más alto de la Antártida.
La expedición Antártida Inexplorada fue patrocinada principalmente por la Fundación Príncipe Alberto II de Mónaco. También contó con financiación de la agencia Tierras Polares, con la colaboración como contratista de la Agencia Espacial Europea y con el apoyo de Altus y de casi 350 mecenas de la plataforma Verkami.

## Expediciones del Trineo de Viento
- 2000. Travesía de Groenlandia. 600 km 10 días.
- 2001. Travesía Trans-Groenlandia 2001 (Groenlandia Sur-Norte). 2.225 km 32 días.
- 2002.  Groenlandia Sur-Norte. 2.300 km 33 días.
- 2003. Groenlandia Este-Oeste. 700 km 18 días.
- 2005-6. Expedición TransAntártica 2005-2006. 4.500 km 62 días.
- 2011-2012. Expedición Acciona Windpowered Antártica. 3.500 km 34 días.
- 2014. Primera Circunnavegación de Groenlandia. 4.300 km en 49 días.
- 2016. Expedición Cumbre de Hielo Groenlandia. 2.000 km 38 días.
- 2017. Expedición Río de Hielo Groenlandia. 1.200 km en 28 días.
- 2018-2019. Expedición Antártida Inexplorada. 2.538 km en 52 días.

## Documentales
Expediciones del Trineo de Viento han sido documentadas audiovisualmente por el programa ‘Al filo de lo imposible’ de RTVE.
- "Yo Estuve Bajo la Estrella Polar". TVE, Al Filo de lo Imposible, 60 min 1999. Cámaras: Antonio Perezgrueso y Ramón Larramendi.
- "El largo viaje hacia el frío". Informe Semanal (TVE, marzo de 2012)
- "El mar del silencio", de Vicente Leal.

## Libros
- “Expedición Trasantártica 2005-2006”. Acciona
- "Expedición Acciona Windpowered Antártica". Acciona